# Kameralvetenskap
Kameralvetenskap (Kameralistik, Kamerallagfarenhet) var en disciplin vid tyska universitet under 1700- och 1800-talen. 
I åtskilliga tyska stater var kammer (av latin camera, förvaringsrum, skattkammare) benämning på de ämbetsverk, vilka förvaltade furstens enskilda förmögenhet, inkomsterna av domänerna, regalen m m, samt vissa grenar av den inre förvaltningen. Med tiden ansågs tjänligt att åt dem som sökte inträde vid dessa verk, bereda tillfälle att grundligare sätta sig in i dithörande ämnen, varför lärostolar i dessa inrättades vid åtskilliga tyska universitet. 
I allmänhet hänfördes till dessa ämnen grunderna för näringarnas bedrivande (urproduktion, hantverk och handel), på grund av att deras blomstring ökade det allmänna välståndet och därigenom furstens inkomster, vissa politieanstalter upprättade i samma ändamål, samt statshushållningen, som även benämndes kameralvetenskap i inskränkt mening. 
Benämningen kameralvetenskap förekom endast i Tyskland, där de främsta författarna var bland andra Schmalz, Weber, Fulda, Baumstark och Rau. Den sistnämnde gav åt denna vetenskap en helt ny ställning, i det han fattade den som en i statens intresse gjord tillämpning av nationalekonomins grundsatser (volkswirlhschaftspflege, finanzwissenschaft). 
Dels till följd av den revision Rau underkastade kameralvetenskapernas begrepp, dels till följd av förvaltningens ombildning, dels till följd av behovet av en särskild teknisk undervisning har kameralvetenskaperna upphört att som särskilda vetenskaper föredragas vid universiteten, där de numera behandlas som delar av politie- eller förvaltningsläran, eller också har de blivit hänvisade till de tekniska undervisningsanstalterna. 
Även kameralvetenskapen i inskränkt mening har, sedan benämningen kameralvetenskap i allmänhet försvunnit och förändringar i förvaltningen upplöst allt samband emellan den förra och den senare, förlorat detta namn; för densamma har i enlighet med det allmänna europeiska språkbruket, som var gällande utom Tyskland, antagits benämningen finansvetenskap, finanslära. 
Kameralvetenskapen i den mera omfattande bemärkelsen har i Sverige blivit behandlad av Anders Berch i Inledning til almänna hushålningen etc. (1747), där likväl själva benämningen kameralvetenskap fattas i sin inskränktare betydelse. Som en lärobok i kameral vetenskap i vidsträckt betydelse kan även anses L.G. Rabenius Lärobok i nationaloeconomica (1829). 
I sin Lärobok i svenska kamerallagfarenheten (2:a upplagan, 1832) fattar däremot Rabenius kameralvetenskapen i dess inskränktare betydelse. Så gör även L.G. Linde i Systematisk framställning af svenska kamerallagfarenheten (2:a upplagan 1867; 3:e mycket omarbetade upplagan utkom 1887 under titeln Sveriges finansrätt) och J.A. Thurgren i Populär handbok i svenska kamerallagfarenheten (1852).